# Mandj-e Nessa
Mandj-e Nessa (en persan : منج نسا Manj-e Nesâ) est une localité de la préfecture de Lordegan, dans la province de Tchaharmahal-et-Bakhtiari en Iran.